# Shah

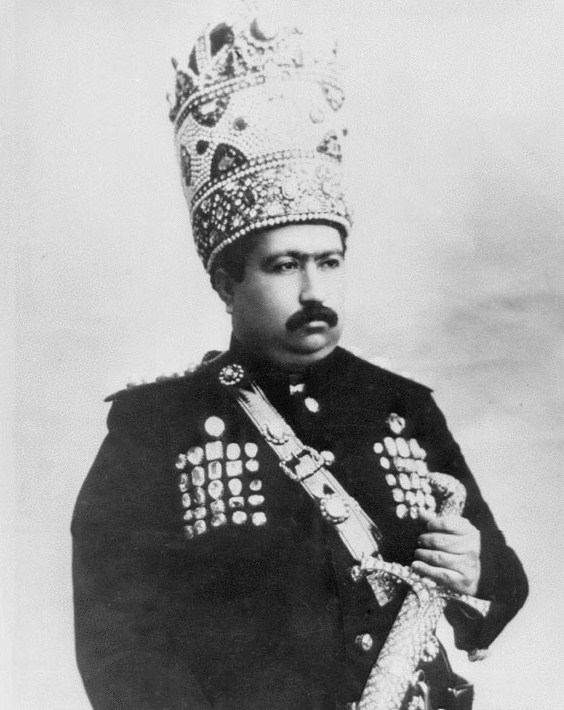
Fotografi på Mohammad-Ali Shah Qajar, den sjätte shahen i den qajariska dynastin i Persien.

Shah (persiska شاه), även schah, var en titel för Persiens, senare Irans härskare. Det medelpersiska ordet shah härstammar från forniranskans khshathra, "kung".
Shahen var härskare i Persien/Iran från 1500-talets safavidiska dynasti, senare dynastier och ända fram till den iranska revolutionen 1979.
Ordet "schack" kommer ursprungligen från shah.